# Сиденснер, Георгий Николаевич
Георгий Николаевич Сиденснер (24 апреля 1878 — 4 июля 1952, Ницца) — русский военный инженер и архитектор, полковник по Корпусу корабельных инженеров, специалист по подъёму затонувших кораблей. В 1916—1918 годах возглавлял операцию по подъёму затонувшего линейного корабля «Императрица Мария» в Севастополе. Участник Белого движения. В эмиграции во Франции, работал по специальности, участвовал в подъёме обломков броненосца «Либертэ».

## Биография
Родился 24 апреля 1878 года в семье Николая Карловича Сиденснера (25.05.1847 — ?), инженер-механика и Елизаветы Карловны, урождённой Рейценштейн (02.08.1850—03.02.1930). Внук вице-адмирала К. К. Сиденснера. Был женат на Евгении Владимировне Сиденснер.
В службе с 1899 года. Окончил курс Морского инженерного училища Императора Николая I в 1902 году. Состоял при строительстве крейсера «Аскольд» в Киле, Германия, под командой Н. К. Рейценштейна. С 1902 года младший помощник судостроителя в Кронштадте. В 1903 году был переведен в Петербургский порт. В 1904 году был назначен к окончанию работ по достройке судов особого назначения в Либавском порту. В 1905 году — в заграничной командировке. В 1907 году произведён в штабс-капитаны.
С 6 февраля 1912 года состоял по Корпусу корабельных инженеров. Старший помощник судостроителя Кронштадтского порта. В 1910 году произведен в капитаны. В апреле 1916 года произведен в чин подполковника. Старший судостроитель Севастопольского порта, возглавлял операцию по подъёму линейного корабля «Императрица Мария».
В Добровольческой армии и ВСЮР. Руководил подъёмом нефтеналивного парохода «Эльбрус», затопленного в 1918 году в Новороссийске, работы не были закончены. 
В эмиграции во Франции, работал на фирме по судоподъему. Г. Н. Сиденснер предложил план подъёма частей эскадренного броненосца «Либертэ», погибшего при взрыве и затонувшего в  Тулонской гавани в сентябре 1911 года, которые мешали навигации. Вместе с привлечённым им в качестве водолаза бывшим русским подводником И. И. Бахановский они работали на подъёме, который был закончен к 1925 году. 
В 1924-1930 годах член Общества бывших воспитанников Морского инженерного училища в Париже. Умер 4 июля 1952 года в Ницце. Похоронен на русском кладбище Кокад в Нитце.

## Известные проекты

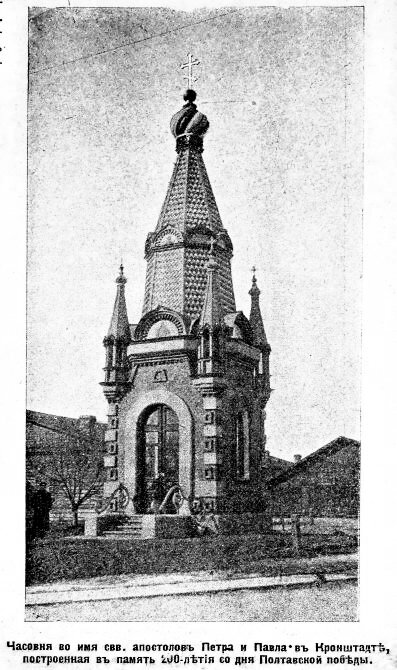
Часовня во имя св. апостолов Петра и Павла в Кронштадтском адмиралтействе, 1910

### Часовня Во имя Святого апостолов Петра и Павла
Часовня Во имя Святого апостолов Петра и Павла в Кронштадтском адмиралтействе была сооружена в память 200-летия победы под Полтавой на пожертвования мастеровых и служащих Кронштадтского адмиралтейства. Проект выполнили офицеры Корпуса Корабельных инженеров Михаил Васильевич Шебалин (1866—1916) и Георгий Николаевич Сиденснер (1878—1952). Строительство велось под их наблюдением.
Часовня была заложена 29 июня (12 июля) 1909 года в день празднования 200-летия Полтавской победы. Закончена постройкой в феврале 1910 года. Разрушена во время Советской власти. Точная дата разборки часовни неизвестна. Воссоздана в 2018 году по проекту А. Морозова.

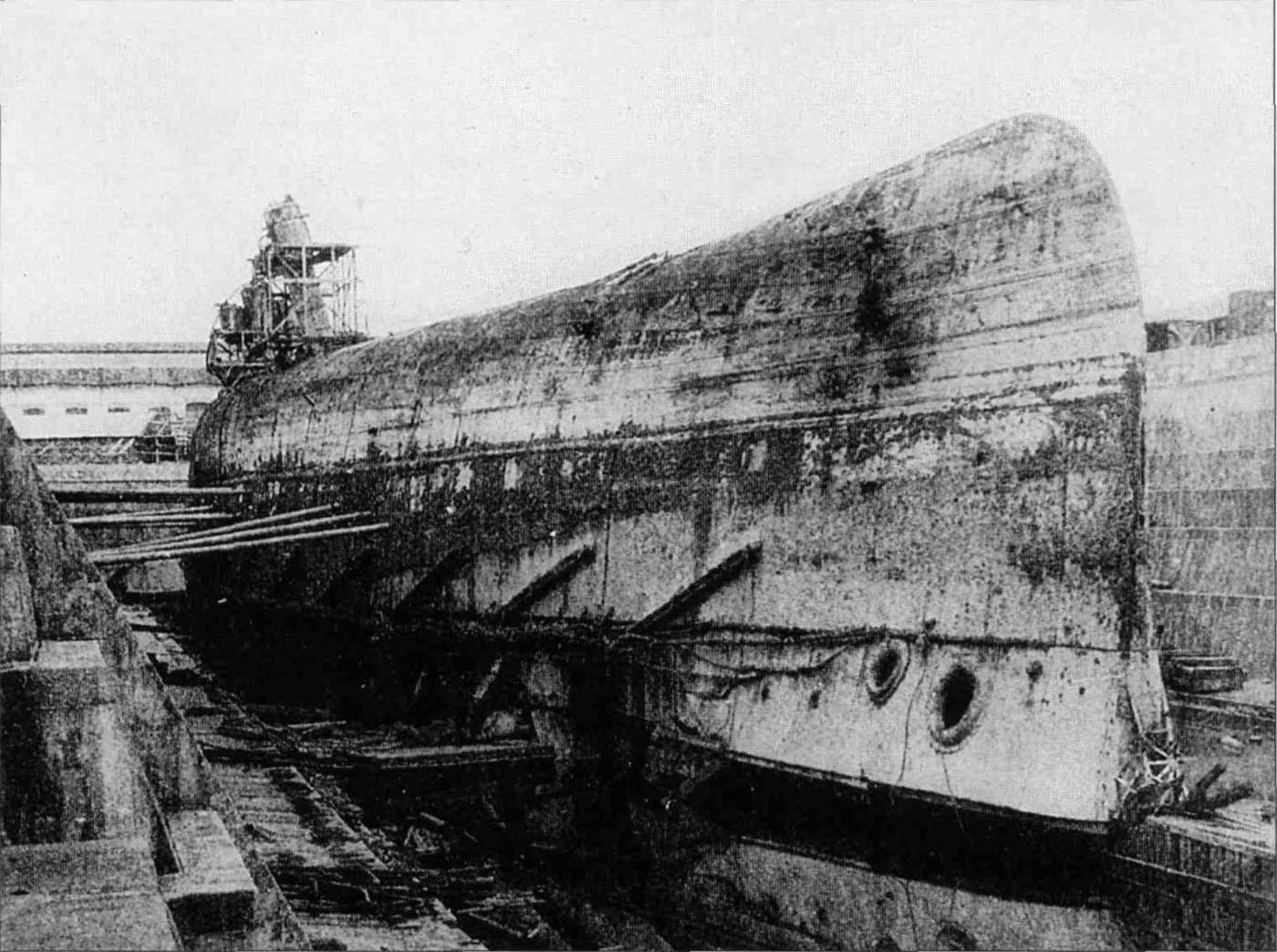
Линейный корабль Императрица Мария после постановки в док и откачки воды, 1919 год.

### Руководство подъёмом затонувшего линейного корабля «Императрица Мария» в Севастополе
Работы по подъёму корабля начали в 1916 году по проекту, предложенному академиком А. Н. Крыловым. В отсеки корабля, предварительно загерметизированные, подавался сжатый воздух, вытесняя воду, и корабль должен был всплыть вверх килем. Затем планировалось ввести судно в док и полностью загерметизировать корпус, а на глубокой воде перевернуть и поставить его на ровный киль. Операцией по подъёму корабля руководил адмирал В. А. Канин, технической частью инженер-подполковник Г. Н. Сиденснер, старший судостроитель Севастопольского порта. В некоторых источниках упоминается специальная судоподъёмная организация, Мариинская спасательная партия. Во время шторма в ноябре 1917 года корабль подвсплыл кормовой частью, полностью всплыл в мае 1918 года. В августе 1918 года портовые буксиры «Водолей», «Пригодный» и «Елизавета» отвели всплывший корпус линкора в док. В условиях гражданской войны и революционной разрухи корабль так и не был восстановлен, в 1927 году он был разобран на металл.
Из воспоминаний бывшего офицера «Императрицы Марии» В. В. Успенского: «Затонувший на неглубоком месте корабль окружили баканами и вешками. Его положите — поперек Северной бухты — мешало движению кораблей, а посему решили его поднять. Обследование показало, что особых затруднений для подъёма линкора не предвиделось. Работы поручили инженеру Сиденснеру, который взял себе помощником С. Шапошникова».

## Награды
- серебряный знак в память окончания курса Морского инженерного училища Императора Николая I.
- светло-бронзовая медаль в память 300-летия царствования Дома Романовых (1913).
- светло-бронзовая медаль в память 200-летия Гангутской победы (1915).